# Myospila frigora
Myospila frigora este o specie de muște din genul Myospila, familia Muscidae, descrisă de Qian și Feng în anul 2005. Conform Catalogue of Life specia Myospila frigora nu are subspecii cunoscute.